# Vandbuk
Vandbukken (Kobus ellipsiprymnus), også kaldet ellipsevandbuk, er en stor antilope, der er vidt udbredt i det subsahariske Afrika. Den skjuler sig undertiden i vandet, så kun næseborene er over vandoverfladen.

## Beskrivelse
Det er en af de tungeste antiloper, idet vægten er 198-262 kg for hanner og 161-214 kg for hunner. Længden af hoved og krop er 177-235 cm og højden ligger mellem 120 og 136 cm. Pelsen varierer fra brun til grå. Der findes hvide markeringer over øjnene, på hals og snude. Særlige kirtler udskiller et moskuslignende stof, der gør pelsen vandskyende.
Kun hannen har horn. De er 55-99 cm lange og forsynet med ringe. De bøjer først lidt bagud, så fremad.